# Leo Randolph
Leo Randolph, född den 27 februari 1958 i Tacoma, Washington, är en amerikansk boxare som tog OS-guld i flugviktsboxning 1976 i Montréal. I finalen besegrade han kubanen Ramón Duvalón med 3-2.